# Гашун-Сала (приток Наин-Шары)
Гашун-Сала — пересыхающая река в Приютненском районе Калмыкии и Ремонтненском районе Ростовской области. Устье реки находится в 52 км по правому берегу реки Наин-Шара. Длина реки составляет 18 км, площадь водосборного бассейна 66,9 км².

## Данные водного реестра
По данным государственного водного реестра России, относится к Донскому бассейновому округу, водохозяйственный участок реки — Дон от впадения реки Северский Донец и до устья, без рек Сал и Маныч, речной подбассейн реки — бассейн притоков Дона ниже впадения Северского Донца. Речной бассейн реки — Дон (российская часть бассейна).
Код объекта в государственном водном реестре — 05010500912107000017694.

## Источник
- Атлас Республики Калмыкия, ФГУП «Северо-Кавказское аэрогеодезическое предприятие», Пятигорск, 2010 г., стр. 117